# 唐作厚
唐作厚（1933年1月—），男，汉族，吉林东丰人，中华人民共和国军事人物，中国人民解放军少将，曾任黑龙江省军区司令员，第五届全国人大代表。